# Bornstedt (Potsdam)
Bornstedt è un quartiere della città tedesca di Potsdam.